# 金志扬
金志扬（1944年1月10日—），北京人，中国著名职业足球教练，现为北京理工大学顾问教授，北京理工大学足球俱乐部总教练。

## 运动员经历
金志扬曾是一名专业足球运动员，他于1960年至1973年间效力于北京少年队、北京青年队以及北京足球队，并于1973年随北京队一起获得了全国联赛冠军。该年北京队夺冠后，金志扬退役，并开始了自己的教练员生涯。

## 教练员经历
1973年，金志扬开始在北京队担任教练员。一年之后，他挂职去西藏足球队担任主教练。1976年6月回京后的金志扬又历任北京二队和北京队的教练及主教练。1987年，他进入北京职业运动学院大专班学习。1990年毕业后，他又回到正在筹建的北京国安足球俱乐部，担任教练。1994年首届中国足球甲A联赛结束后，战绩不佳的北京国安聘请金志扬出任该队的主教练。在他出任国安队主教练期间，国安队拥有了自己的“小、快、灵”打法。他担任主教练期间，北京国安队获得了联赛亚军、季军、殿军各一次，并且在1996年和1997年蝉联足协杯冠军。另外，在他的主导下，北京国安提出了“国安永远争第一”的口号。这段期间，金志扬将北京国安队带入了该队历史上的一个高潮。
1997年，金志扬由于在北京国安的出色战绩，被中国足协聘请至中国国家男子足球队，成为中方教练组的一员。而在1998年底，他又接受了刚刚重返甲A的天津泰达足球俱乐部的邀请，出任该队主教练至2000年。2001年，由于米卢蒂诺维奇受邀成为中国男足的主教练，金志扬也再度出山，进入了中国男足中方教练组，并随中国男足一同打入了2002年世界杯足球赛决赛圈。
2003年，金志扬与大学生足球首次结缘，成为中国大学生足球队主教练。2004年，刚刚参加中国足球乙级联赛的北京理工大学足球队邀请金志扬担任该队主教练。后来，由于结肠癌的病症，金志扬改任该队总教练，并获得教授职称。2012年后逐渐淡出主教练职位。